# Bombenanschlag auf die Kathedrale Sweta Nedelja

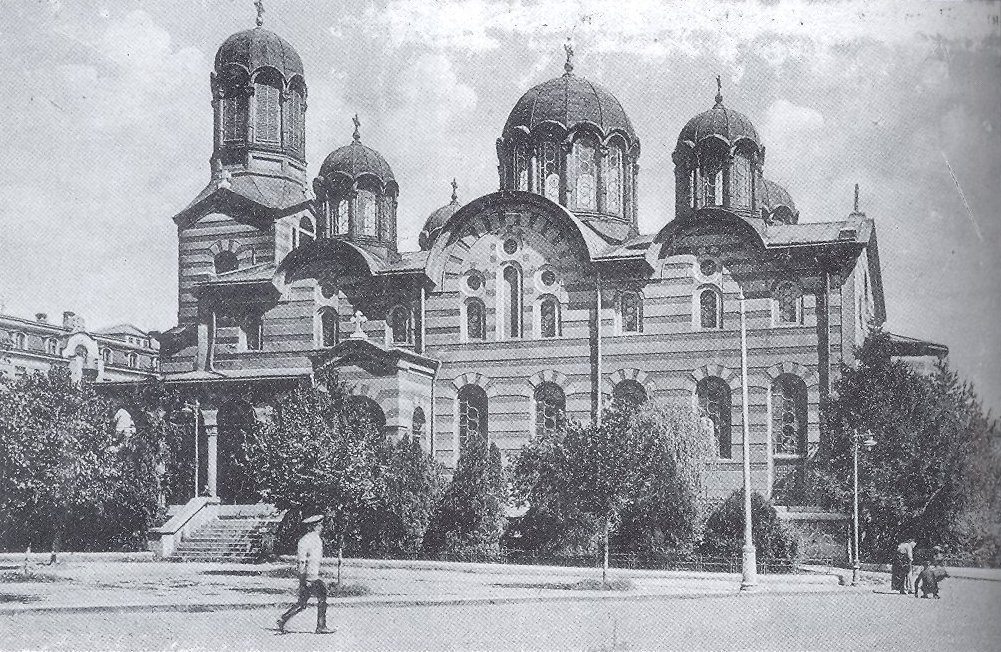
Die Kathedrale vor dem Attentat (1922)

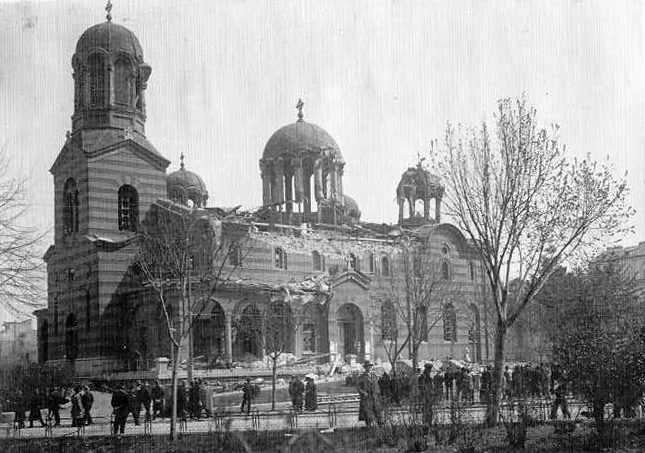
Die Kathedrale nach dem Attentat

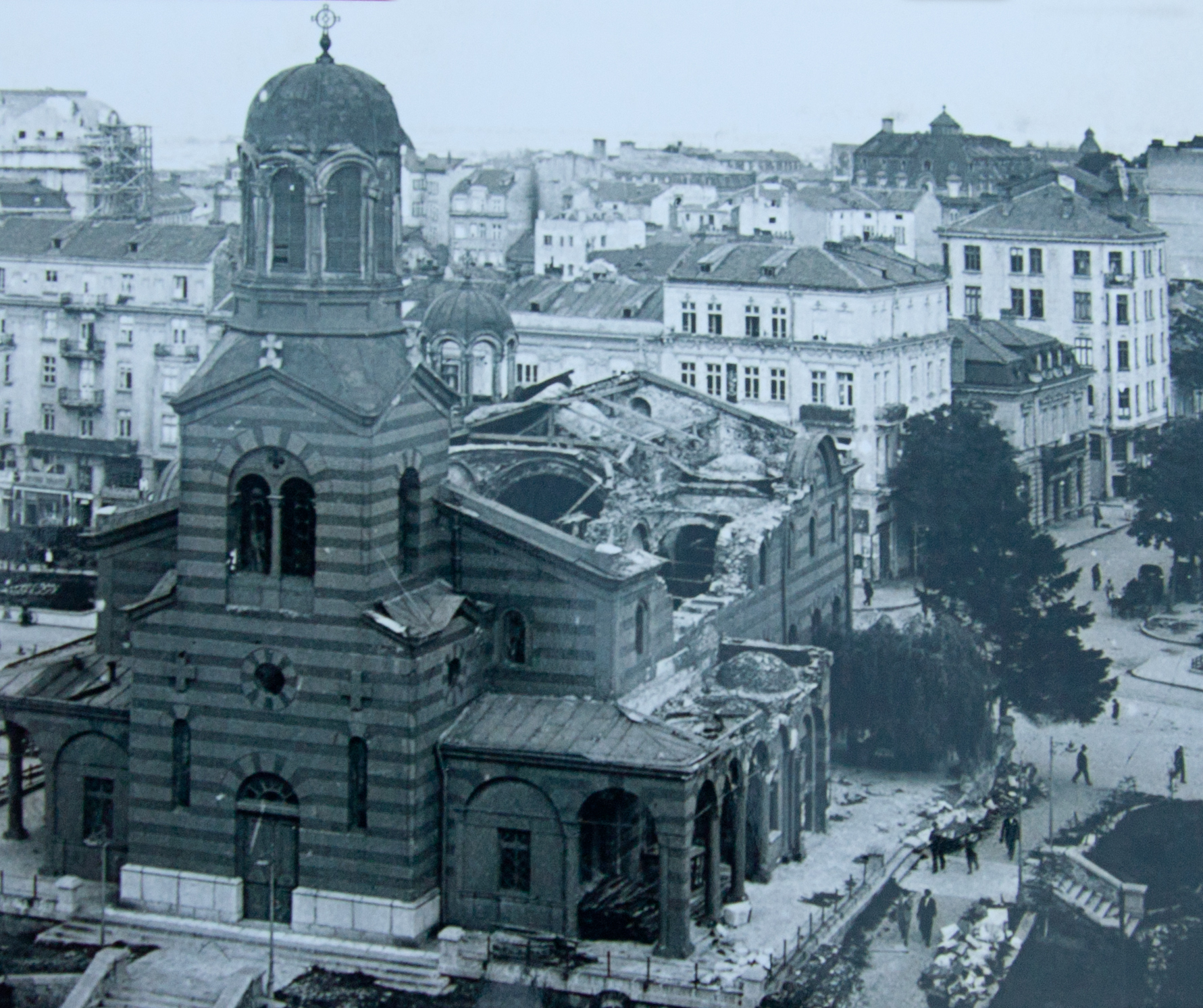
Die Kathedrale nach dem Attentat

Das Bombenattentat auf die Kathedrale „Sweta Nedelja“ (bulgarisch Атентат в църквата „Света Неделя“) war ein Attentat, das am 16. April 1925 auf die Kathedrale „Sweta Nedelja“ im Zentrum der bulgarischen Hauptstadt Sofia durch bulgarische Kommunisten verübt wurde. Die Attentäter wurden dabei von der Kommunistischen Internationale (kurz: Komintern) und der Sowjetunion unterstützt.
Bei dem Bombenanschlag auf die Kathedrale wurden über 120 Personen, hauptsächlich aus der politischen und militärischen Elite Bulgariens, getötet und rund 500 Personen wurden verletzt.
Ziel des Attentats war die Beseitigung der führenden bulgarischen Politiker und Generäle mit einem Schlag, um eine Übernahme der Macht durch die Kommunisten vorzubereiten. Zu diesem Zweck wurde beschlossen, eine angesehene Persönlichkeit umzubringen und beim anschließenden Staatsbegräbnis die in der Kathedrale versammelte politische und militärische Führung des Landes sowie den Zaren Boris III. zu ermorden.
Das Bombenattentat geschah während der Trauerfeier für General Konstantin Georgiew, der am 14. April durch ein Attentat der Kommunisten getötet worden war.

## Vorbereitung
Nach dem Scheitern des kommunistischen Septemberaufstands im Jahr 1923 und dem Verbot der Bulgarischen Kommunistischen Partei (BKP) durch das Oberste Verwaltungsgericht am 2. April 1924 befanden sich die bulgarischen Kommunisten in einer schwierigen Situation. Die Regierung ließ viele Aktivisten verhaften, womit auch die Existenz der Partei im Untergrund bedroht war. Der militante Flügel der Partei, die so genannte Militärorganisation (bulg. Военна организация/Woenna organisazija, kurz MO) unter der Leitung von Kostan Janew und Iwan Minkow, konnte durch isolierte Gruppen, genannt schestorki (bulg. шесторки, bulgarisch für: Sechser(gruppe)) einzelne Attacken gegen die Regierung durchführen. Die Polizei war jedoch mit der Zeit immer erfolgreicher bei der Aufdeckung und Vernichtung der illegalen Strukturen der MO.
Im Dezember 1924 konnte die MO den Küster der Kathedrale „Sweta Nedelja“ und Sympathisanten der BKP Petar Sadgorski für ein Attentat gewinnen. Dimitar Hadschidimitrow und Dimitar Slatarew, Leiter der MO-Abteilung Bewaffnung, schlugen die Ermordung des Polizeichefs Wladimir Natschew und die Durchführung eines groß angelegten Attentats während des zu erwartenden Trauergottesdienstes in der Kathedrale für den Ermordeten vor. Dadurch sollte ein Großteil der Polizei- und Militärführung getötet und so sollten die Maßnahmen des bulgarischen Staates gegen die Kommunisten gestört werden.
Die Idee eines Anschlags wurde von Stanke Dimitrow, dem Sekretär des Zentralkomitees der BKP, aufgenommen, der sie Anfang 1925 mit Georgi Dimitrow, einem aktiven Mitglied der Komintern, und Wasil Kolarow, dem damaligen Generalsekretär der Komintern, besprach. Die beiden letzteren stimmten dem Vorschlag nicht zu, da ihrer Meinung nach eine derartige Aktion durch Vorbereitungen für einen groß angelegten Aufstand nach dem Anschlag begleitet werden sollte. Alle waren sich jedoch einig, dass die Vorbereitungen vorangetrieben werden sollten.
Unter dem immer stärker werdenden Druck entschieden sich die bulgarischen Kommunisten für die Durchführung des geplanten Bombenanschlags, obwohl Georgi Dimitrow und Kolarow als Vertreter der Komintern sich dagegen ausgesprochen hatten. Dank direkter Kontakte zu den sowjetischen Kommunisten und zum sowjetischen Geheimdienst konnten sie die Führung der Komintern umgehen und Unterstützung erlangen. So bekamen die Attentäter durch Mittelsmänner in Wien finanzielle Mittel und Bewaffnung, darunter die tödlichen Explosivstoffe, von der Komintern. Daraufhin wurde die „Sechser-Gruppe“ unter der Führung von Petar Abadschiew aktiviert.
Unter der Aufsicht von Abadschiew wurde die Explosion in mehreren Unterkünften in der Nähe der Kathedrale vorbereitet. In kleinen Paketen wurde der Sprengstoff von Sadgorski in die Kathedrale gebracht und unter der Hauptkuppel befestigt. So gelang es den Attentätern, in der Kirche um die 25 kg Pikrinsäure und TNT zu platzieren. Für das Anbringen der Pakete erhielt Sadgorski insgesamt 11.000 Lewa (1000 Lewa pro Paket). Außerdem wurde ihm Hilfe bei der Flucht ins Ausland und ein höherer Posten in der Sowjetunion versprochen. Gleichzeitig wurde Sadgorski von Abadschiew mit dem Tode bedroht, falls er die Zusammenarbeit verweigern sollte. Später erklärte Marko Friedman, dass jedes Mitglied der Verschwörung ein monatliches Gehalt von 3000 Lewa für Ledige bzw. 5000 Lewa für Verheiratete erhielt.
Unterdessen verstärkte die Regierung weiterhin den Druck auf die BKP und deren Militärflügel: Am 11. Februar wurde Waltscho Iwanow, ein einflussreicher Funktionär der BKP in Sofia, getötet; am 10. März wurde vom Parlament das Gesetz zum Schutze des Staates (bulg. Закона за защита на държавата) verabschiedet, das die Befugnisse der Staatsmacht ausweitete – die Todesstrafe galt nun nicht mehr nur für die Aktivisten der BKP, sondern auch für deren Helfer; am 26. März flog eine der geheimgehaltenen Unterkünfte der Attentäter auf. Bei der darauffolgenden Razzia wurde Jako Dorosiew, Leiter einer MO-Abteilung, getötet.
Diese Ereignisse bedrohten nicht mehr nur die Existenz der kommunistischen Bewegung als Organisation, sondern auch unmittelbar das Leben der BKP-Führung. Da der Polizeichef Wladimir Natschew die Zahl seiner Leibwächter erhöht hatte, wurde der Plan, ihn umzubringen, fallen gelassen. Als prominentes Opfer wählten die Kommunisten schließlich General Konstantin Georgiew aus, Chef des Kreisverbandes Sofia der Regierungspartei Demokratische Eintracht und Parlamentsabgeordneter. Er wurde am 14. April 1925 in Sofia vor der Kirche Sweti Sedmotschislenizi (bulg. Свети Седмочисленици) erschossen, als er mit seiner Enkeltochter die Abendmesse besuchen wollte.

## Durchführung
Mit der Ermordung Georgiews war die erste Stufe des Attentatsplans, die Tötung eines hochrangigen Opfers, umgesetzt worden. Als zweite Stufe sollte während der Trauerfeier in der Kathedrale „Sweta Nedelja“ die versammelte politische und militärische Elite durch eine Explosion getötet werden.
Am 16. April (Gründonnerstag) um 5:30 Uhr trafen sich Nikola Petrow-Wasko und sein Leibwächter Schiwko Dinow, um gemeinsam um 8 Uhr in die Kathedrale zu gehen, wo Sadgorski, der Küster der Kathedrale, auf sie wartete und den Dachboden für Petrow aufschloss. Am Mittag traf die Polizei in der Kathedrale ein, um sie zu durchsuchen. Dabei glaubten sie Sadgorski, dass auf dem Dachboden niemand sei, und überprüften ihn nicht.
Um 15 Uhr traf der Sarg mit dem Leichnam von Kosta Georgiew in der Kathedrale ein. Im Trauerzug folgten der Ministerpräsident Bulgariens, Alexander Zankow, mit einigen Ministern sowie viele Abgeordnete und dienstfreie Offiziere aus der Garnison Sofia. Um die Opferzahl zu erhöhen, hatten die Kommunisten am selben Tag noch gefälschte Einladungen zur Beerdigung an weitere ranghohe Militär- und Polizeiangehörige verschickt. Die Kathedrale wurde durch einen Sicherheitsring der Ehrengarde abgeriegelt. Wegen des Menschenandrangs ordnete Metropolit Stefan an, den Sarg, der zunächst direkt unter der Hauptkuppel stand, näher zum Altar zu verlegen, um Platz für mehr Leute in der Kirche zu schaffen. Dadurch begaben sich die Minister auch nach vorn und standen nicht mehr direkt unter der tödlichen Kuppel.
Der Trauergottesdienst fing um 15:15 Uhr an. Auf ein vereinbartes Zeichen zündete Petrow die Zündschnüre und verließ die Kathedrale, gefolgt von Sadgorski. In der Nähe sollte Dinow auf sie warten und sie in Sicherheit bringen. Die Explosion erfolgte um 15:23 Uhr. Durch die Explosion stürzte die Kuppel in die überfüllte Kathedrale und tötete sofort über 100 Menschen. Viele der Verletzten erlagen in den nächsten Tagen ihren Verletzungen.

## Opfer

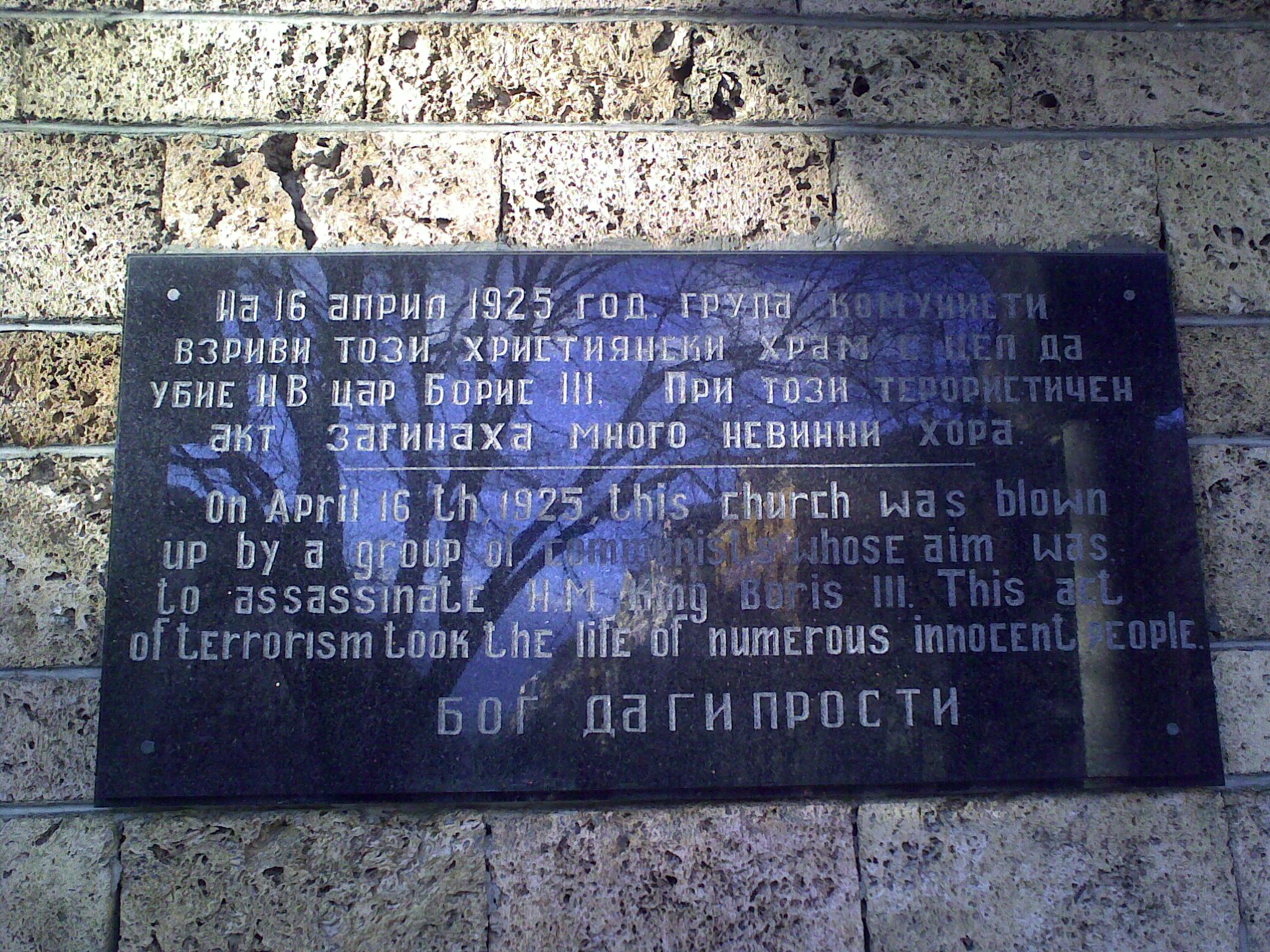
Gedenktafel am Südeingang für die Opfer des Attentats

Die Opferzahl wird mit 128, 134 und mehr als 213 angegeben. Sicher ist, dass mehr als hundert Menschen bei dem Anschlag starben und weitere 500 verletzt wurden. Durch Zufall überlebten alle Mitglieder der Regierung. Der Monarch, Zar Boris III., befand sich nicht wie geplant in der Kathedrale. Auf ihn selbst hatte einige Tage zuvor, als er von einer Jagd nach Sofia zurückkehrte, ein Mordanschlag stattgefunden, dem er nur dadurch entging, dass ein persönlicher Freund, Deltscho Iltschew, den Zaren mit seinem Körper deckte. Iltschew erlag seinen Verletzungen und wurde zur gleichen Zeit beerdigt, als in der Kathedrale „Sweta Nedelja“ die Trauerfeier für Georgijew stattfand. Der Zar zog es vor, an der Beerdigung seines Freundes und Lebensretters teilzunehmen, was ihm wieder das Leben rettete. Unter den Verletzten waren jedoch der bulgarische Ministerpräsident Aleksandar Zankow, der Innenminister Iwan Rusew, der stellvertretende Parlamentspräsident Boris Wasow, der spätere Ministerpräsident Andrei Ljaptschew, der Metropolit von Sofia Stefan und der einflussreiche Bankier Atanas Burow.
Unter den Opfern waren 12 Generäle, 15 Oberste, 7 Oberstleutnante, 3 Majore, 9 Hauptleute und 3 Parlamentsabgeordnete sowie mehr als 25 Frauen und Kinder.
Der Terroranschlag auf die Kathedrale Sweta Nedejla am 16. April 1925 galt als der schwerste Bombenanschlag in Europa bis zu den Madrider Zuganschlägen am 11. März 2004.

## Direkte Folgen
Obwohl es mehr als hundert Tote und hunderte Verletzte gab, verfehlte der Anschlag sein Ziel. Er löste eine von der Militärunion (Vereinigung von Offizieren der bulgarischen Armee) organisierte Verfolgungswelle aus, mit der stillschweigenden Zustimmung der bulgarischen Regierung unter Aleksandar Zankow, der am Abend des Attentats das Kriegsrecht ausrufen ließ. In den folgenden zwei Wochen wurden hunderte Personen ohne richterlichen Beschluss und Urteil ermordet, darunter der Poet Geo Milew, der Journalist Josif Herbst und die Anführer der MO, Kosta Janew und Iwan Minkow. Später sollte das Attentat von der BKP als rücksichtsloses Vorgehen, das sich verhängnisvoll auf die antifaschistische Bewegung auswirkte, verurteilt und die Rolle der BKP bestritten werden.
Einigen der Organisatoren, darunter Dimitar Slatarew, Petar Petrow und Nikola Abadschiew, gelang über Jugoslawien die Flucht ins sowjetische Exil. Der Unterstützung durch die Partei beraubt, stellte sich Petar Sadgorski der Polizei und legte ein Geständnis ab. Der Prozess kam vor das Militärgericht, wo er vom 1. bis 11. Mai 1925 verhandelt wurde. Während des Prozesses gestand Marko Friedman, ein Gruppenleiter der Militärorganisation der BKP, dass die Organisation über Wien von der Sowjetunion finanziert und mit Waffen versorgt worden war. Er schob die Verantwortung für das Attentat jedoch auf Kosta Janew und Iwan Minkow.
Todesurteile wurden nicht nur gegen Sadgorski verhängt, sondern auch gegen Marko Friedman und den Unteroffizier Georgi Koew, der versucht hatte, Kosta Janew und Iwan Minkow in seinem Haus zu verstecken. In Abwesenheit wurden Stanke Dimitrow, Dimitar Gratschanow, Petar Abadschiew, Christo Kosowski und Nikolaj Petrini zum Tode verurteilt, wobei die letzten drei im Vorfeld des Prozesses ermordet worden waren.
Das Kriegsrecht wurde am 24. Oktober 1925 aufgehoben.

## Literatur

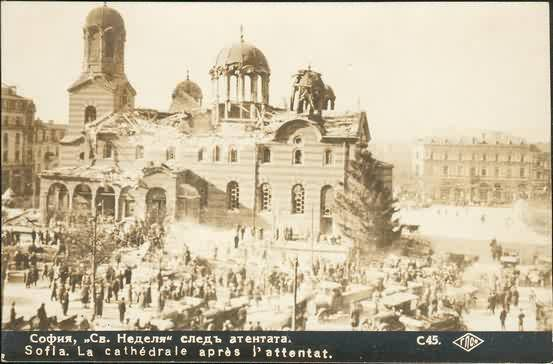
Die Kathedrale nach dem Anschlag